# Anansus
Genre
Anansus est un genre d'araignées aranéomorphes de la famille des Pholcidae.

## Distribution
Les espèces de ce genre se rencontrent en Afrique subsaharienne.

## Liste des espèces
Selon World Spider Catalog (version 15.0, 2014) :
- Anansus aowin Huber, 2007
- Anansus atewa Huber & Kwapong, 2013
- Anansus debakkeri Huber, 2007
- Anansus ewe Huber, 2007
- Anansus kamwai Huber, 2014

## Publication originale
- Huber, 2007 : Two new genera of small, six-eyed pholcid spiders from West Africa, and first record of Spermophorides for mainland Africa (Araneae: Pholcidae). Zootaxa, no 1635, p. 23-43 .